# Cédric Makiadi
Cédric Makiadi Mapuata est un footballeur congolais né à Kinshasa (RD Congo) le 23 février 1984. Il joue actuellement au poste de milieu de terrain au Çaykur Rizespor.

## Biographie
Fils de l'ancien international footballeur congolais Richard Mapuata, il arrive en Allemagne avec toute sa famille à l'âge de 8 ans. C'est dans ce pays qu'il grandit et est formé à Wolfsburg.
Après avoir décliné dans un premier temps l'offre de sélection dans l'équipe congolaise pour disputer la CAN 2006, il accepte de jouer pour le pays de ses parents en février 2007 après un temps de réflexion.

## Palmarès

### En sélection
- RD Congo
  - Coupe d'Afrique des nations :
    - Troisième : 2015.